# Мирпуа-сюр-Тарн
Мирпуа́-сюр-Тарн (фр. Mirepoix-sur-Tarn, окс. Mirapeis de Tarn) — коммуна во Франции, находится в регионе Юг — Пиренеи. Департамент — Верхняя Гаронна. Входит в состав кантона Вильмюр-сюр-Тарн. Округ коммуны — Тулуза.
Код INSEE коммуны — 31346.

## География
Коммуна расположена приблизительно в 570 км к югу от Парижа, в 26 км к северо-востоку от Тулузы.
На юго-западе коммуны протекает река Тарн.

## Климат
Климат умеренно-океанический. Зима мягкая и снежная, весна характеризуется сильными дождями и грозами, лето сухое и жаркое, осень солнечная. Преобладают сильные юго-восточные и северо-западные ветры.

## Население
Население коммуны на 2010 год составляло 701 человек.
| 1962 | 1968 | 1975 | 1982 | 1990 | 1999 | 2010 |
| ---- | ---- | ---- | ---- | ---- | ---- | ---- |
| 339  | 340  | 342  | 399  | 476  | 537  | 701  |

## Экономика
В 2010 году среди 451 человека трудоспособного возраста (15—64 лет) 360 были экономически активными, 91 — неактивными (показатель активности — 79,8 %, в 1999 году было 70,8 %). Из 360 активных жителей работали 328 человек (174 мужчины и 154 женщины), безработных было 32 (16 мужчин и 16 женщин). Среди 91 неактивных 37 человек были учениками или студентами, 31 — пенсионерами, 23 были неактивными по другим причинам.

## Достопримечательности
- Церковь Свв. Кирика и Иулитты

## Фотогалерея
- Церковь Свв. Кирика и Иулитты
- Мэрия
- Мост через реку Тарн
- Мост через реку Тарн
- Карта коммуны